# Sandrine (chanteuse)
Pour les articles homonymes, voir Sandrine.
Sandrine est une chanteuse australienne de pop.

## Biographie
Fille d'un pasteur passionné de musique, Sandrine commence très tôt à jouer de la musique religieuse devant des assemblées. Sa famille a en effet déménagé des environs de Sydney à ses six ans pour créer en Nouvelle-Zélande un groupe itinérant de musique chrétienne nommé la Cormestone family. Durant plusieurs années elle y joue de l'omnichord et chante dans les temples. 
Mais à quinze ans elle décide de quitter le foyer familial pour s'installer dans une caravane dans le jardin, et devient serveuse dans un bar. Là, elle découvre d'autres styles de musique et commence immédiatement à écrire des chansons à l'aide de sa guitare. Elle s'installe alors à Sydney, dans un quartier peuplé de prostituées et d'héroïnomanes où elle écrit son premier album Trigger. Produit par Sony Music Australia en 2004, celui-ci rencontre un important succès en Australie, où la chanson titre rentre dans le top 20, mais ne s'exporte pas faute de distribution internationale.
Elle part ensuite aux États-Unis où elle achève de composer son deuxième album, Dark Fades Into The Light, produit par Malcolm Burn et enregistré dans son studio de Woodstock près de New York. Une de ses chansons, Where do we go, connaît une importante couverture grâce à une publicité télévisée de la Fnac qui l'utilise.